# Joel Pereira
Pour les articles homonymes, voir Pereira.
Joel Pereira, de son nom complet Joel Dinis Castro Pereira, né le 28 juin 1996 à Boudevilliers (Suisse), est un footballeur suisso-portugais qui joue au poste de gardien de but au Reading FC.

## Biographie
Né le 28 juin 1996 à Boudevilliers, Joel Pereira est le benjamin d’une fratrie de trois enfants, et déménage au Locle à l’âge de trois ans.

### En club
Il commence le football au FC Le Locle avant d’intégrer, à 13 ans, les juniors de Neuchâtel Xamax. En 2012, il est repéré par Manchester United lors d’un match international opposant les moins de 17 suisses à leurs homologues italiens et rejoint l’académie des Red Devils.
Il est prêté tout d'abord pour la saison 2015-2016 dans le club de Rochdale AFC,.
En 2016, il joue son premier match avec l'équipe première de Manchester United en seizièmes de finale de la Ligue Europa contre le FC Midtjylland.
Il est prêté dans le club du CF Belenenses en août 2016, son prêt se termine en janvier 2017. Après un match de Coupe d'Angleterre en janvier 2017, il dispute son premier match de Premier League avec Manchester en 2017,.
Il enchaîne successivement les prêts au Vitória Setúbal, au KV Courtrai et au Heart of Midlothian FC,, où il participe à vingt-cinq matchs en 2019-2020.
Le 29 août 2020, Pereira est prêté pour une saison à Huddersfield Town.
Le 8 juin 2021 le club mancunien annonce son départ en fin de contrat.

### En sélection
Avec la sélection olympique portugaise, il participe aux Jeux olympiques d'été de 2016 organisés au Brésil. Lors du tournoi olympique, il officie comme gardien remplaçant et ne joue aucun match. Le Portugal s'incline en quart de finale face à l'Allemagne.
Par la suite, avec les espoirs portugais, il dispute le championnat d'Europe espoirs en 2017. Lors de cette compétition organisée en Pologne, il officie de nouveau comme gardien remplaçant et ne joue aucun match.

## Statistiques
| Saison                | Club                       | Championnat           | Championnat | Championnat | Coupe nationale | Coupe nationale | Coupe de la Ligue | Coupe de la Ligue | Compétition(s) continentale(s) | Compétition(s) continentale(s) | Compétition(s) continentale(s) | Total | Total |
| Saison                | Club                       | Division              | M.          | B.          | M.              | B.              | M.                | B.                | Comp.                          | M.                             | B.                             | M.    | B.    |
| 2016-2017             | Manchester United          | Premier League        | 1           | 0           | 1               | 0               | -                 | -                 | -                              | -                              | -                              | 2     | 0     |
| 2017-2018             | Manchester United          | Premier League        | -           | -           | -               | -               | 1                 | 0                 | -                              | -                              | -                              | 1     | 0     |
| Sous-total            | Sous-total                 | Sous-total            | 1           | 0           | 1               | 0               | 1                 | 0                 | -                              | -                              | -                              | 3     | 0     |
| 2015-2016             | Rochdale AFC (prêt)        | League One            | 6           | 0           | 2               | 0               | -                 | -                 | -                              | -                              | -                              | 8     | 0     |
| 2016-2017             | CF Os Belenenses (prêt)    | Liga NOS              | 8           | 0           | 2               | 0               | -                 | -                 | -                              | -                              | -                              | 10    | 0     |
| 2018-2019             | Vitória FC (prêt)          | Liga NOS              | 9           | 0           | 1               | 0               | -                 | -                 | -                              | -                              | -                              | 10    | 0     |
| 2018-2019             | KV Courtrai (prêt)         | Jupiler Pro League    | -           | -           | 5               | 0               | -                 | -                 | -                              | -                              | -                              | 5     | 0     |
| 2019-2020             | Heart of Midlothian (prêt) | Scottish Premiership  | 20          | 0           | 2               | 0               | 3                 | 0                 | -                              | -                              | -                              | 25    | 0     |
| 2020-2021             | Huddersfield Town (prêt)   | Championship          | 2           | 0           | 0               | 0               | 0                 | 0                 | -                              | -                              | -                              | 2     | 0     |
| Sous-total            | Sous-total                 | Sous-total            | 45          | 0           | 12              | 0               | 3                 | 0                 | -                              | -                              | -                              | 60    | 0     |
| Total sur la carrière | Total sur la carrière      | Total sur la carrière | 46          | 0           | 13              | 0               | 4                 | 0                 | -                              | -                              | -                              | 63    | 0     |